# Gmina Dobczyce
Die Gmina Dobczyce ist eine Stadt-und-Land-Gemeinde im Powiat Myślenicki der Woiwodschaft Kleinpolen in Polen. Sitz ist die gleichnamige Stadt mit etwa 6400 Einwohnern.

## Geographie
Die Gemeinde liegt etwa zehn Kilometer südlich des Stadtrandes von Krakau im Pogórze Wiśnickie einem Teil des Vorgebirges der Westbeskiden. Durch die Stadt fließt der Fluss Raba, der dort zum Stausee Jezioro Dobczyckie gestaut wird.

## Geschichte
Von 1975 bis 1998 gehörte die Gemeinde zur Woiwodschaft Krakau.

### Städte- und Gemeindepartnerschaften
- Versmold (Deutschland)
- Šarišské Michaľany (Slowakei)
- Hajssyn (Ukraine)

## Gliederung
Die Stadt-und-Land-Gemeinde Dobczyce gliedert sich in die namensgebende Stadt und 13 Dörfer mit Schulzenämtern (sołectwa):
Bieńkowice, Brzączowice, Brzezowa, Dziekanowice, Kędzierzynka, Kornatka, Niezdów, Nowa Wieś, Rudnik, Sieraków, Skrzynka, Stadniki, Stojowice.

## Verkehr
Dobczyce wird von zwei Woiwodschaftsstraßen gekreuzt. In west-östlicher Richtung verläuft die Woiwodschaftsstraße DW 967, die im Westen nach zwölf Kilometern in die DK 7 (Europastraße 77) mündet. Im Osten mündet sie vor Bochnia. Kurz vor Bochnia mündet sie in die DK 4 (Europastraße 40).
Der nächste internationale Flughafen ist Krakau-Balice, der etwa 30 Kilometer nordwestlich von Dobczyce liegt.